# Ceromitia palyntis
Ceromitia palyntis là một loài bướm đêm thuộc họ Adelidae. Loài này có ở Nam Phi.